# Trichosanthes phonsenae
Trichosanthes phonsenae är en gurkväxtart som beskrevs av Brigitta Emma Elisabeth Duyfjes och Pruesapan. Trichosanthes phonsenae ingår i släktet Trichosanthes och familjen gurkväxter. Inga underarter finns listade i Catalogue of Life.